# أراتا فوروتا
أراتا فوروتا (بالكانا:ふるた あらた) هو ممثل ياباني، ولد في 3 ديسمبر 1965 في اليابان.

## وصلات خارجية
- أراتا فوروتا على موقع IMDb (الإنجليزية)
- أراتا فوروتا على موقع ألو سيني (الفرنسية)
- أراتا فوروتا على موقع ميوزك برينز (الإنجليزية)
- أراتا فوروتا على موقع أول موفي (الإنجليزية)
- أراتا فوروتا على موقع قاعدة بيانات الفيلم (الإنجليزية)
- أراتا فوروتا على موقع كينوبويسك (الروسية)
- أراتا فوروتا على موقع ANN person (الإنجليزية)